# النحال
النحال هي إحدى القرى الواقعة في محيط واحة مدينة قابس بالجنوب التونسي. وتشكل مع قرية شنني بلدية واحدة هي بلدية شنني-النحال. ومن بين المنتوجات التي تنتجها واحتها الحناء والرمان.
1. ↑  "المناطق الترابية (العمادات) حسب الولايات والمعتمديات". اطلع عليه بتاريخ 2024-11-30.